# Battaglia di Kells
La battaglia di Kells fu un episodio delle guerre d'indipendenza scozzesi che venne combattuto nel novembre del 1315, tra le forze scoto-irlandesi di Edward Bruce e quelle di Roger Mortimer, III barone Mortimer.

## Antefatto
Dopo la sua vittoria nella battaglia di Connor, Edward Bruce inseguì l'esercito irlandese che si ritirava verso Carrickfergus e pose assedio al castello locale dove questi avevano trovato rifugio. Attorno al 13 novembre Thomas Randolph, I conte di Moray tornò in Scozia con 500 veterani. Lasciando gli assedianti a Carrickfergus, Bruce si spostò a Dundalk per incontrare il conte di Moray, ed insieme guidarono gli scozzesi nella contea di Meath.
Per matrimonio con Joan de Geneville, II baronessa Geneville, Roger Mortimer, III barone Mortimer era succeduto nella parte orientale della signoria di Meath, che aveva il proprio capoluogo a Trim dove disponeva anche di un castello.

## La battaglia
Mortimer organizzò i suoi uomini al confine nord della contea di Meath per cercare di mantenere gli scozzesi lontani dalle sue terre. Stoccò riserve al castello di Kells, vi portò all'interno gli armenti delle campagne circostanti e migliorò le difese locali, così da servire come base per le sue operazioni.
Lasciando un contingente a circa dieci miglia a nordest di Kells, Bruce si portò in città ed i due eserciti si scontrarono poco fuori dall'abitato dove gli scozzesi avevano già iniziato a dar fuoco alle abitazioni locali. Dopo tre ore di scontri, i fratelli de Lacy dovettero ritirarsi, lasciando Mortimer a combattere contro preponderanti forze nemiche. Con la distruzione del suo esercito e l'incendio di Kells, Mortimer cercò di fuggire con pochi suoi cavalieri, raggiungendo Dublino poco dopo.
Gli scozzesi misero a ferro e fuoco Granard e marciarono per due mesi devastando il paese senza trovare opposizione.